# Testimoni de seguretat

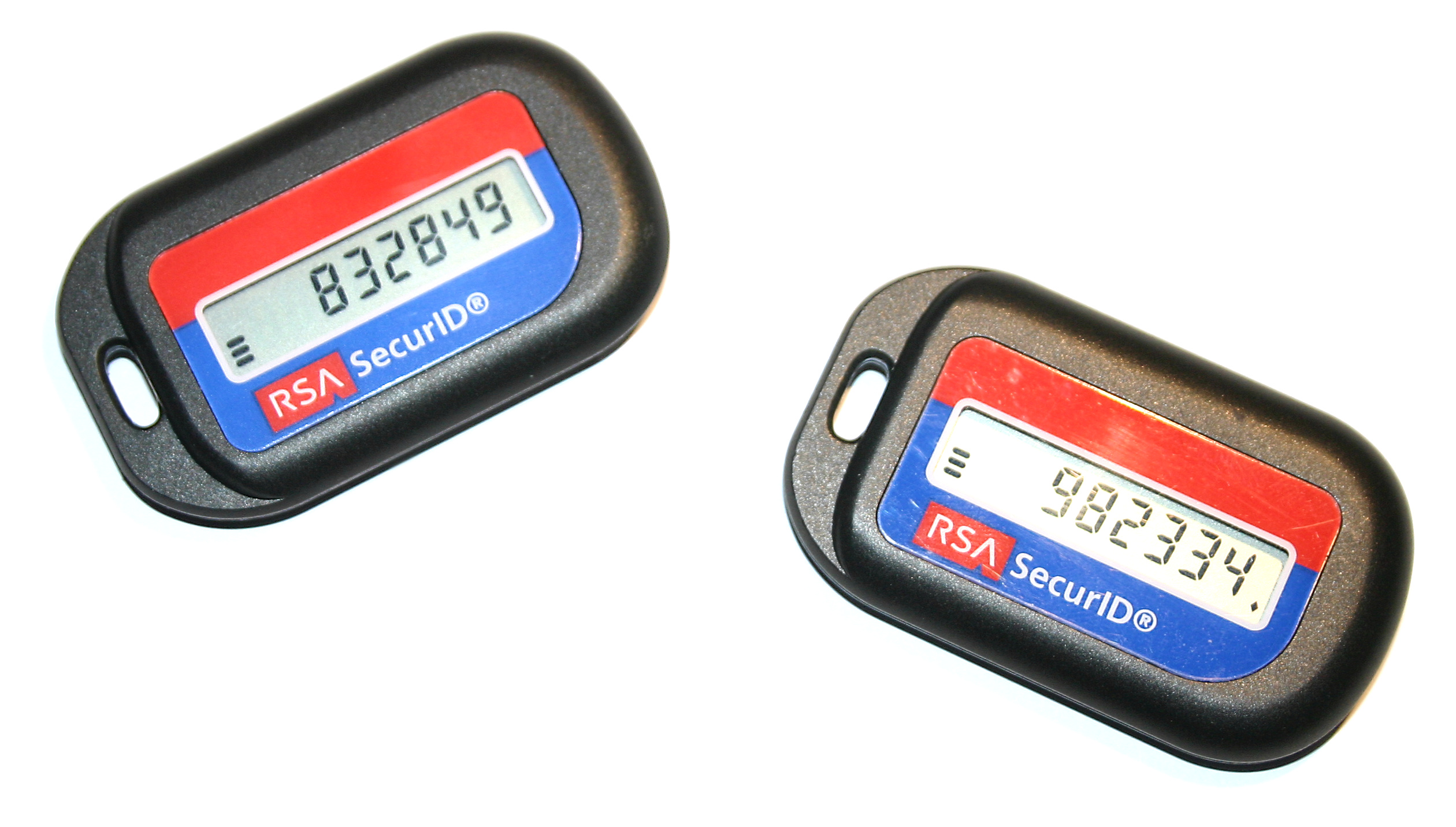
Diversos tipus de símbol.

Un testimoni de seguretat, testimoni d'autenticació o testimoni criptogràfic (token, en anglès) és un dispositiu electrònic que es don a un usuari autoritzat d'un servei computat per facilitar el procés d'autenticació. Els testimonis electrònics tenen una grandària petita que permeten ser còmodament portats a la butxaca o la cartera i són normalment dissenyats per lligar-los a un clauer. S’usen per emmagatzemar claus criptogràfiques com signatures digitals o dades biomètriques, com les empremtes digitals. Alguns dissenys es fan a prova d'alteracions; d'altres poden incloure teclats per a l'entrada d'un PIN. Hi ha més d'una classe de testimoni. Hi ha els generadors de contrasenyes dinàmiques "OTP" (One Time Password) i els que comunament s’anomenen testimonis USB, els quals no només permeten emmagatzemar contrasenyes i certificats, sinó que permeten portar la identitat digital de la persona.